# Уманец, Григорий Яковлевич
Уманец Григорий Яковлевич (25 октября 1935, Любимовка, Харьковская область — 1 августа 2009, Кривой Рог, Днепропетровская область) — советский шахтёр, проходчик рудоуправления имени В. И. Ленина Министерства чёрной металлургии Украинской ССР, Днепропетровская область. Герой Социалистического Труда (1976).

## Биография
Родился 25 октября 1935 года в селе Любимовка Машевского района Полтавской области. Получил среднее образование.
С началом Великой Отечественной войны вместе с семьёй был эвакуирован в Алтайский край, жил в селе Титовка Егорьевского района. После освобождения Полтавской области семья вернулась домой. 
Остался сиротой — отец погиб на войне, мать умерла в 1948 году, рос и воспитывался у родственников.
В 1952 году приехал в Кривой Рог. Окончив горнопромышленную школу № 2 устроился на работу на шахту имени Орджоникидзе рудоуправления имени В. И. Ленина — сначала скреперистом, потом взрывником. В 1958 году призван в армию, служил в городе Чугуев. После службы вернулся в Кривой Рог, работал проходчиком, затем — бригадиром проходчиков. 
Указом Президиума Верховного Совета СССР от 5 марта 1976 года за выдающиеся успехи в выполнении принятых на девятую пятилетку социалистических обязательств по увеличению производства продукции, улучшению её качества и повышению производительности труда Уманцу Григорию Яковлевичу присвоено звание Героя Социалистического Труда с вручением ордена Ленина и золотой медали «Серп и Молот».
Жил в Кривом Роге, где и умер 1 августа 2009 года. Похоронен в Кривом Роге на кладбище жилого массива имени Горького.
Ударник пятилеток, шесть раз был победителем годовых соревнований, установил несколько рекордов проходки, добился высоких результатов работы. Наставник и рационализатор. Принимал активное участие в общественной деятельности. Избирался делегатом XI съезда профсоюза работников металлургической промышленности, XVI съезда профсоюзов СССР (1977), членом Всесоюзного центрального совета профсоюзов.

## Награды
- Знак «Шахтёрская слава» 2-й (1967) и 3-й (1965) степеней;
- Орден Трудового Красного Знамени (30.03.1971);
- Медаль Серп и Молот (05.03.1976);
- Орден Ленина (05.03.1976);
- Медаль «Пламя Дружбы» (ГДР).

## Память
- Имя на Стеле Героев в Кривом Роге.